# 天使の恋
『天使の恋』（てんしのこい）は、sinによる日本のケータイ小説、およびそれを原作とした映画である。

## 概要
ケータイ小説サイトのおりおん☆で公開し、アクセス数は1300万PVである。
2009年に映画化され、佐々木希の初主演作として話題となる。2010年9月19日に『純愛編』、26日に『運命編』として2週に分けてテレビ朝日の日曜ナイトドラマ枠で地上波初放送された。主題歌は伊藤由奈の「Let it Go」。2011年にはGREEにてソーシャルゲーム化されている。

## 物語
他人を惹きつける美しさとカリスマ性を持つ女子高生の小澤理央は、過去の出来事から人を信用することができず、お金のみに価値を見出し、利用できる人間としか付き合わずにいた。そんな理央が35歳の冴えない大学講師の小澤光輝と出会い、恋をする。初めて人を愛したことで、人間的な感情を取り戻し、変化をしていく理央だったが、光輝には彼女を受け入れられない事情があった。

## キャスト
- 小澤理央：佐々木希
- 小澤光輝：谷原章介
- 鮎川友子：山本ひかる
- 田沼真樹：大石参月
- 松方未歩：七菜香
- 芝田奈緒子：加賀美早紀
- 田辺佑二：深水元基
- 潮田香里：酒井若菜
- 下山昌男：吹越満
- 田代一喜：津田寛治
- 伊達政司：近江谷太朗
- エロ社長：笑福亭鶴光
- 小澤絢子：若村麻由美（特別出演）
- 団時朗、並樹史朗、大和田美帆、井村空美、牧田哲也、春日潤也、成田梨紗 ほか

## スタッフ
- 監督・脚本：寒竹ゆり
- 企画/プロデュース：梅村安
- プロデューサー：遠藤英明・吉村知己・富田敏家・中山賢一
- Co.プロデューサー：大野貴弘・吉岡昭
- アシスタントプロデューサー：平塚朋広
- ポスプロプロデューサー：篠田学
- ラインプロデューサー：橋本淳司
- ボイストレーナー：日高淑徳
- 撮影：角田真一
- 照明：内野泰宏
- 美術：福田宣
- 編集：小野寺絵美
- 音楽：indigo blue・渡辺善太郎
- VFXスーパーバイザー：大萩真司
- ラボ：IMAGICA
- MA：アオイスタジオ
- ポスプロ：NTTメディアラボ
- 製作者：平城隆司・宇野康秀・河野広一・渡辺万由美・依田巽・瀧藤響孔
- エクゼクティブプロデューサー：梅澤道彦
- 製作プロダクション：セディックドゥ
- 配給：ギャガ
- 製作：「天使の恋」製作委員会（テレビ朝日、セディック ドゥ、ユーズフィルム、CIRCUS、トップコート、ギャガ、ジャパン・ミュージックエンターテインメント）

## 主題歌
- 主題歌：伊藤由奈「Let it Go」ソニーミュージックレコーズ
- 挿入歌：LOVE PSYCHEDELICO「Beautiful days」「waltz」ビクターエンタテインメント
- オープニングテーマ：indigo blue「I'm The One」インペリアルレコード

## 関連項目

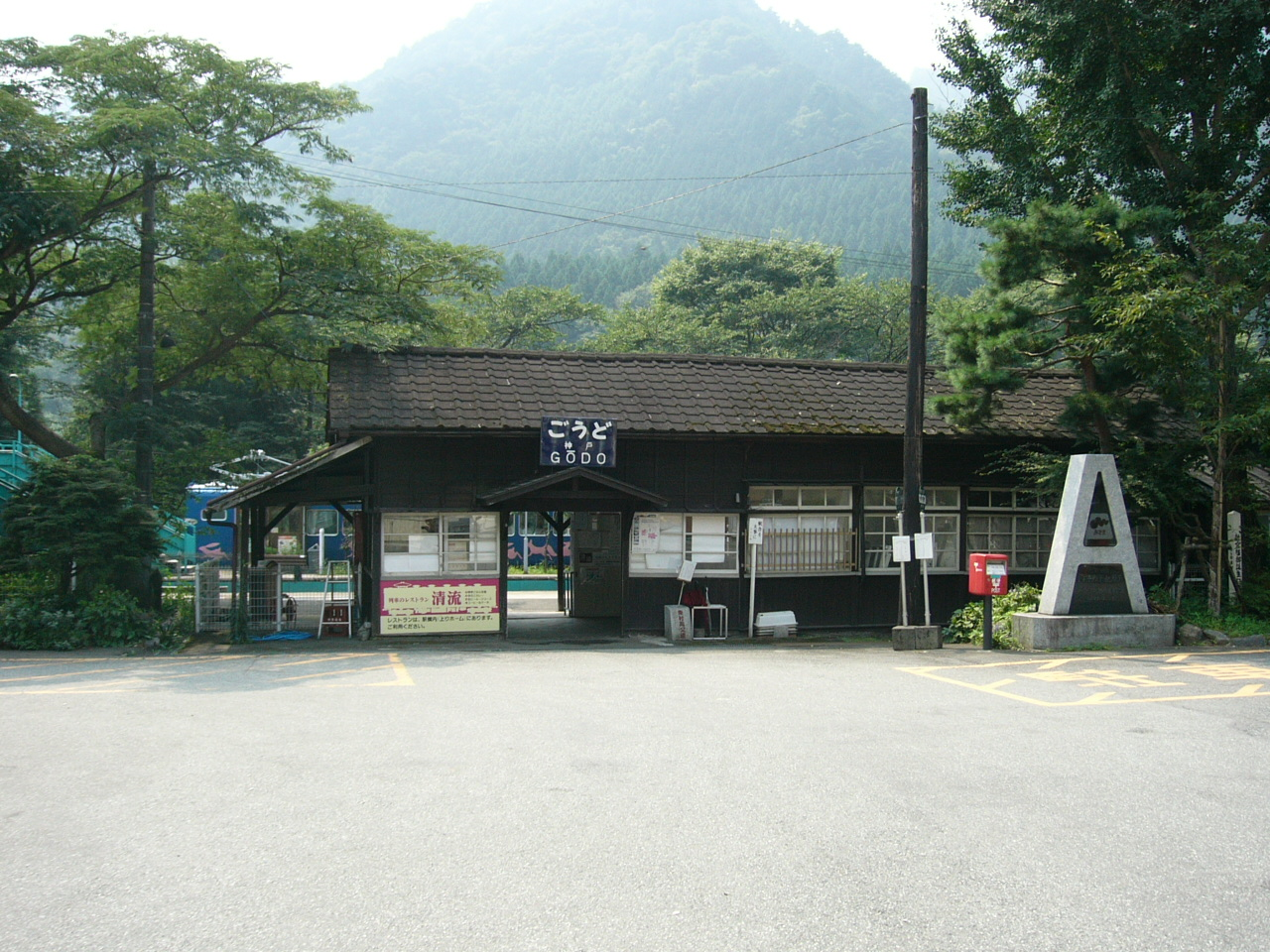
ラストシーンのロケに使用された神戸駅（群馬県みどり市）